# Soconzel, Satu Mare
Soconzel este un sat în comuna Socond din județul Satu Mare, Transilvania, România. Se află în partea de sud a județului, în Câmpia Ardudului, pe DJ193F. La recensământul din 2002 avea o populație de 383 locuitori.
Biserica  greco-catolică cu hramul "Sf. Arhangheli Mihail și Gavriil" este construită în secolul al XVIII-lea din lemn și avea statut de monument istoric (cod SM-II-m-B-05355). A ars în anul 2009.

## Lăcașuri de cult
- Biserica din lemn "Sf. Arhangheli Mihail și Gavriil" (1783)